# André de Phú Yên
Le bienheureux André de Phú Yên est un jeune catéchiste laïc vietnamien né en 1625 dans la province de Ran Ran (Phú Yên) et mort à Kẻ Chàm le 26 juillet 1644 comme martyr de la foi. Il a été béatifié le 5 mars 2000 par le pape Jean-Paul II.
Considéré comme le protomartyr  de l'Église vietnamienne, il est le patron de la jeunesse du pays.

## Biographie

### Chrétien et catéchiste
André est le cadet des enfants d’une jeune vietnamienne catholique qui devient veuve peu après sa naissance. Ses parents l'avaient déjà mariée quand elle était encore dans le ventre de sa mère. Avec sa mère, dont seul le nom de Jeanne est connu, André reçoit le baptême en 1641 à l'âge de quinze ans.
L’année suivante en 1642, sous l’insistance de sa mère, André est accepté parmi les proches collaborateurs du père Alexandre de Rhodes. Après une année d’études et de formation culturelle, il entre dans le groupe de catéchistes appelé « Maison de Dieu ». Ces catéchistes faisaient une promesse publique de service de l’Église, par l’aide des prêtres dans leur travail d’évangélisation. André vit intensément cet engagement,,,.

### Arrestation
En juillet 1644, le mandarin Ông Nghè Bô revient dans la province dont il est le gouverneur avec l’ordre du roi d’Annam de s’opposer à l’expansion du christianisme. Il décide de s’en prendre aux catéchistes. Alexandre de Rhodes qui rend une visite de courtoisie au gouverneur est informé de ses intentions. Il lui est enjoint de rentrer à Macao et de cesser tout travail missionnaire en Cochinchine, ce qu’il ne fait pas.
Alors que le Père de Rhodes rend visite à un catéchiste de 73 ans arrêté deux jours plus tôt et se trouvant en prison, des soldats arrivent dans sa résidence et, ne trouvant pas le catéchiste principal, Ignace, arrêtent le jeune André. Ils le conduisent au palais et le présentent au gouverneur.
Au gouverneur qui tente de le faire renoncer à ces « idées ridicules » et à abandonner la foi chrétienne, André répond avec joie et sérénité qu’« il n’est pas disposé à abandonner la nouvelle loi qu’il professe, quelles que soient les conséquences, y compris souffrances et tortures ». Il est conduit en prison, portant au cou la « croix de Cochinchine » (un instrument de torture).
En prison, il réconforte ceux qui lui rendent visite, exprimant sa joie de pouvoir souffrir pour le Christ. Il demande la grâce d’être fidèle et reconnaissant jusqu’à la fin et « qu’il puisse répondre à tant d’amour de Dieu pour les hommes en donnant lui-même sa vie »,.

### Exécution

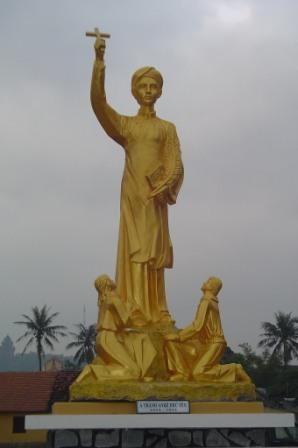
Statue d'André de Phú Yên, paroisse de Mằng Lăng.

Le matin du 26 juillet 1644, les deux André - le catéchiste de 73 ans et le jeune de 19 ans - sont menés en parade à travers le marché de Kẻ Chàm, ayant toujours la douloureuse croix au cou. Lors de l’audience publique qui suit, le gouverneur prononce la sentence de mort. Le P. de Rhodes intervient et obtient que, étant donné son âge avancé, le catéchiste de 73 ans soit épargné.
L’exécution du jeune André a lieu dans la soirée même. Vers cinq heures, escorté d’une trentaine de soldats, il est conduit vers le lieu d’exécution, hors de la ville. Pour faire exemple, le groupe passe à nouveau à travers la ville. Alexandre de Rhodes, de nombreux Portugais et Vietnamiens, chrétiens et païens, l’accompagnent. André exhorte les chrétiens présents à ne pas s’attrister et à rester fermes dans la foi. Sur le chemin il leurs dit : « Rendons amour pour amour à notre Dieu, rendons vie pour vie ». Des coups de lances à travers son corps lui font perdre beaucoup de sang. Avant que le cimeterre ne lui tranche la tête, il crie d’une voix forte le nom de « Jésus »,,.

## Béatification et canonisation
Après son exécution, son corps est embaumé puis transféré à Macao (alors colonie portugaise). La tête du premier martyr du Vietnam est conservé par le Père de Rhodes durant tout son séjour dans le pays, puis elle est envoyée à Rome chez les Jésuites, où elle se trouve encore aujourd'hui. Le corps d'André se trouve toujours au siège de la Compagnie de Jésus à Macao.
André (de Phú Yên) est béatifié le 5 mars 2000 par le pape Jean-Paul II. Liturgiquement il est commémoré le 26 juillet,.
L'Église de Mằng Lăng, construite en 1892 par les Missions étrangères de Paris au village d'origine d'André, est un lieu de pèlerinage fort fréquenté.

## Sources
- Lettre apostolique de Jean-Paul II (5 mars 2000), AAS, 2000, 841-843. Homélie du même jour  sur la place Saint-Pierre. AAS 2000, p. 583–584.
- (it) Alexandre de Rhodes, Relatione della morte di Andrea Catechista che primo de Christiani nel regno di Cocincina e stato ucciso da gl’infedeli in odio della fede, alli 26. Di Luglio, 1644, Rome, 1652 traduit en français La glorieuse mort d'André, catéchiste de la Cochinchine, qui a le premier versé son sang pour la querelle de Jésus-Christ en cette nouvelle église, 1653.